# 帕罗宗
帕羅宗（宗喀語：སྤ་རོ་རྫོང་ཁག་）是不丹二十個宗之一，面積達2,035km2，人口大約32,673。帕羅宗西接哈阿宗，北望西藏，東接廷布宗，南望楚卡宗。它是其中一個歷史悠久的山谷。無論是貨物或者來犯的西藏人都通過這個山谷，所以帕羅宗與西藏文化很接近。
帕羅擁有不丹唯一一個國際機場——帕羅機場，由不丹航空接載乘客到印度及東南亞其他國家。

## 行政區劃
帕羅宗下有十個格窩：
- Dokar Gewog
- Dopshari Gewog
- Doteng Gewog
- Hungrel Gewog
- Lamgong Gewog
- Lungnyi Gewog
- Naja Gewog
- Shapa Gewog
- Tsento Gewog
- Wangchang Gewog

## 文化地點
重要的文化地點有:
- 虎穴寺－不丹最著名的僧院
- 祈楚寺[2]，又稱古雀寺院[3]，不丹最古老寺廟，建於7世紀
- 朱克傑宗（英语：Drukgyel Dzong），位於帕羅河谷北端，為了防衛藏人入侵而建，1950年代火災後成為廢墟。
- 不丹國立博物館（英语：National Museum of Bhutan）